# 原始成本
原始成本或歷史成本（英語：historical cost）是指計算資產買入時的價格，而不受通脹、升值等影響。在部份情況下，當在買入日期後價值不變，資產和負債會以原始成本展示。在資產負債表中的價值和現實價值不同。 